# دوروثي لانغلي
دوروثي لانغلي (بالإنجليزية: Dorothy Langley)‏ (14 فبراير 1904 - 1 أبريل 1969)؛ روائية أمريكية.